# Furch Guitars

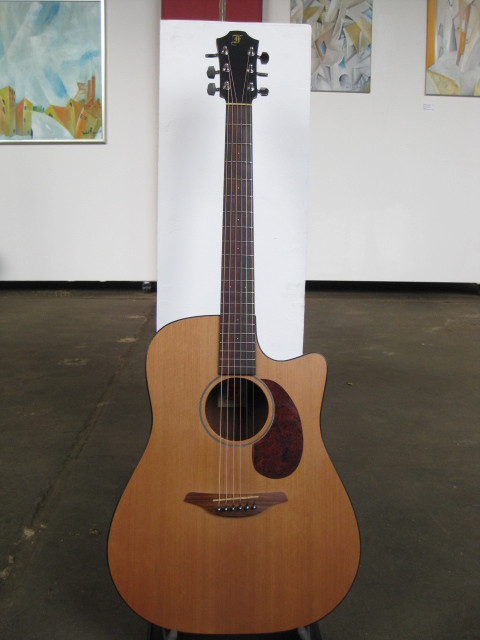
Das wohl beliebteste Furch-Modell: Die Durango.

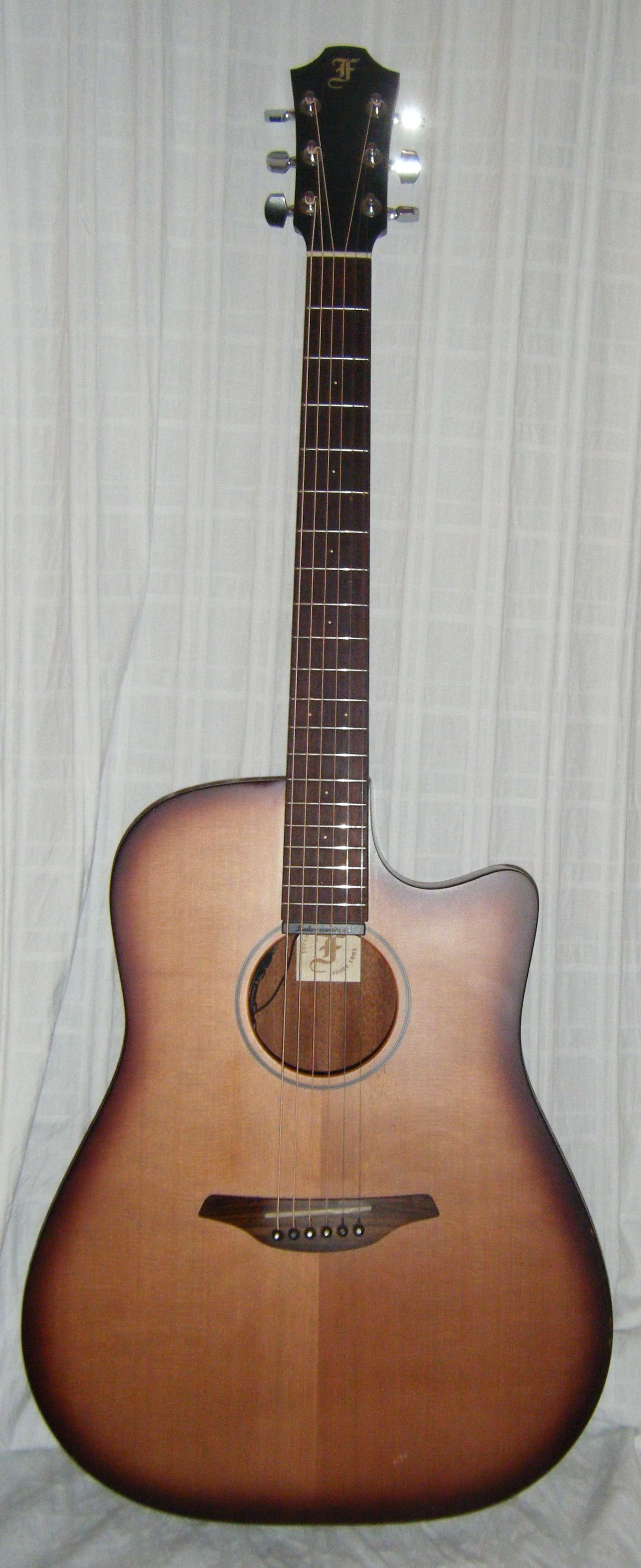
Furch Modell D40-CM mit Cutaway, Baujahr 2011.

Furch Guitars (auch „Furch Musical Instruments Company“) ist eine tschechische Instrumentenbaufirma in der südmährischen Stadt Velké Němčice. Sie wurde 1981 von František Furch gegründet und stellt hauptsächlich akustische Gitarren her.

## Geschichte
Bis ins Jahr 1981 war es für einen Musiker in der zum Ostblock gehörigen Tschechoslowakei kaum möglich, an ein vernünftiges Musikinstrument zu kommen. Aus dieser Not heraus begann der Banjo-Spieler František Furch selbst Instrumente zu bauen, erst Banjos, in weiterer Folge Westerngitarren und auch Mandolinen. Furch musste dabei sehr vorsichtig agieren, da sich ein privates Instrumentenbauunternehmen in der kommunistischen Tschechoslowakei stets am Rande der Legalität bewegte. Erst nach der Samtenen Revolution konnte Furch Musical Instruments im Jahre 1990 mit zwei Mitarbeitern offiziell registriert werden. Da der Nachholbedarf an qualitativen Instrumenten in der jungen Tschechischen Republik nach der Wende enorm hoch war, konnte František Furch im Jahre 1993 bereits zwölf Mitarbeiter beschäftigen. Die Produktion betrug zu diesem Zeitpunkt rund zehn Gitarren pro Woche. Es kam zu ersten Kontakten nach Deutschland, und Furch zeigte sich mit seiner jungen Firma erstmals 1996 auf der Frankfurter Musikmesse. Die Produktionszahlen hatten sich in der Zwischenzeit verdreifacht.
In den darauf folgenden Jahren geriet die Firma, trotz dem Umstand, dass die Instrumente bereits ein halbes Jahr im Voraus verkauft waren, in finanzielle Schwierigkeiten. František Furch blieb auf vielen offenen Forderungen sitzen, musste für das Unternehmen wertvolle Mitarbeiter entlassen und stand knapp vor dem Ruin. Erst durch eine Reform der eigenen Geschäftsbedingungen und einer offensiven Exportpolitik erholte sich Furch Guitars wieder, so dass Furch im Jahr 2000 bei der NAMM Show, der größten Messe der Musikindustrie der Welt, teilnehmen und auftreten konnte.
Nach der Jahrtausendwende hatte die Firma mit Platzproblemen zu kämpfen. Bis dahin in einem Wohnhaus einer Mühle aus dem 15. Jahrhundert untergebracht, musste František Furch mehr Raum für seine Produktion schaffen, was 2004 mit dem Erwerb und der Renovierung eines vierstöckigen Hauses auf dem Mühlengelände auch gelang. Nun konnten neue Modelle geschaffen werden, wie u. a. eine Vintage-Serie, Reisegitarren und Archtop-Gitarren. Im Jahre 2007 verließ die 30.000. Gitarre die Werkstätte. Zusätzlich wurde ein neuer Schauraum in der nahe gelegenen Großstadt Brünn bezogen. Ab 2010 produzierte Furch Silueton-Bühnengitarren und die Selmer-Kopien La Gitane. 2011 beschäftigte Furch Guitars über 30 Mitarbeiter und hatte eine Jahresproduktion von etwa 4.000 Musikinstrumenten, hauptsächlich Westerngitarren.

## Besonderheiten
Bei Furch Guitars gibt es bis heute keine Fließbandfertigung, wodurch die Gitarren wegen ihrer in Handfertigung erreichten Qualität einen sehr guten Ruf unter Gitarristen genießen. Sie werden hauptsächlich aus ausgewählten massiven und edlen Hölzern hergestellt und zählen neben den Instrumenten anderer Hersteller zu den beliebtesten Gitarren im mittleren und höheren Preissegment. 

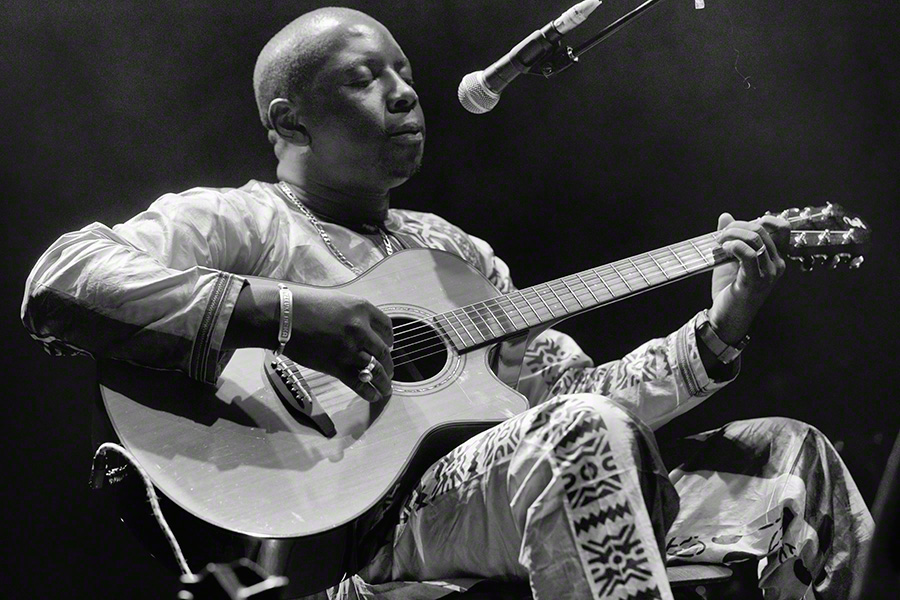
Vieux Farka Touré mit einer Furch-Gitarre (2020)

Viele berühmte Musiker spielen Furch-Gitarren, u. a. Suzanne Vega, Rudolf Schenker („Scorpions“), Sue Foley, Mick Box („Uriah Heep“) und Don Alder.

### Redwood und Stonebridge
Die Marke Stonebridge Guitars wurde 2006 aus der Taufe gehoben, womit František Furch vor allem am englischsprachigen Musikinstrumentenmarkt punkten möchte. Der Name Stonebridge leitet sich von der Karlsbrücke aus dem 14. Jahrhundert ab, einem Nationaldenkmal der tschechischen Republik.
Unter dem Namen Redwood werden von Furch gefertigte Gitarren auch als eine Serie der Hausmarke eines großen Frankfurter Musikgeschäftes vertrieben.

## ModelleFurch Guitars
- Red Series
- Orange Series
- Yellow Series
- Green Series
- Blue Series
- Violet Series
- Vintage Series
- Grand Nylon Series
- Reise-Gitarren (Little Jane)